# 詠時感〜時へのロマン
『詠時感〜時へのロマン』（エイジア〜ときへのロマン、原題：Asia）は、エイジアのデビューアルバム。1982年にゲフィン・レコードから発売された。本作で全米ビルボード・チャートで第1位を9週間獲得し、年間アルバム・チャートでもナンバー1に輝いた大ヒット作である（イギリスでは最高11位）。

## 概要
エイジアは、プログレッシブ・ロックの大御所ミュージシャン達が集まり、1980年代初頭に結成されたスーパーグループであるが、ここで聴かれる彼らの音楽は非常にポップでコンパクトなものばかりで、かつての壮大な音作りは影を潜めている。いかにも1980年代的なサウンドで、その音楽性から産業ロックと呼ばれ、往年のプログレ・ファンや音楽評論家からは批判の声も多かった。
タイトで短めなポップ・サウンドとキャッチーなメロディと的を射た演奏により、全世界で大ヒットを記録した。シングルでも「ヒート・オブ・ザ・モーメント」が全米シングルチャート・トップ100に4位でランクインするヒットとなった。楽曲制作に関しては、ジョン・ウェットン、ジェフリー・ダウンズ、スティーヴ・ハウの3人が中心になっている。結果的には本作がエイジアにとって最大のヒットとなり、1980年代を代表するアルバムのひとつとして今でも紹介される。

## 「ヒート・オブ・ザ・モーメント」
「ヒート・オブ・ザ・モーメント」はエイジアの代表的な曲の一つとなっている。ウェットンはこの曲を持ち歌とし、ソロのライブでも演奏するようになった。後年、ウェットン&ダウンズ（アイコン）で再録音も行なっている。また、エイジアもジョン・ペインがボーカルの時期に再録音を行なっている他、グレッグ・レイクがボーカルで在籍していた時期のライブ録音も存在する。
収録アルバム
- オリジナル・バージョン
  - エイジア／『詠時感〜時へのロマン』、他
- ウェットン&ダウンズ・バージョン
  - ウェットン&ダウンズ／『Icon』 （ボーナス・トラック）
- ジョン・ペイン・バージョン
  - エイジア／『The Best of Asia 1982～1997 "Anthology"』 （オリジナル・バージョンも収録）

## 収録曲
サイド1
1. ヒート・オブ・ザ・モーメント - "Heat Of The Moment" (John Wetton, Geoff Downes)
2. 時へのロマン - "Only Time Will Tell" (Wetton, Downes)
3. 孤独のサヴァイヴァー - "Sole Survivor" (Wetton, Downes)
4. ワン・ステップ・クローサー - "One Step Closer" (Wetton, Steve Howe)
5. タイム・アゲイン - "Time Again" (Downes, Howe, Carl Palmer, Wetton)

サイド2
1. この夢の果てまで - "Wildest Dreams" (Wetton, Downes)
2. ウィズアウト・ユー - "Without You" (Wetton, Howe)
3. 流れのままに - "Cutting It Fine" (Wetton, Downes, Howe)
4. ときめきの面影 - "Here Comes The Feeling" (Wetton, Howe)

## パーソネル
- ジョン・ウェットン（元ファミリー - キング・クリムゾン - ロキシー・ミュージック - U.K.）
  - リード・ボーカル、ベース、キーボード
- スティーヴ・ハウ（元トゥモロウ - イエス）
  - ギター、バック・ボーカル
- ジェフリー・ダウンズ（元バグルス - イエス）
  - キーボード、ボーカル
- カール・パーマー（元アトミック・ルースター - エマーソン・レイク&パーマー）
  - ドラム、パーカッション